# Coppa del Montenegro di pallacanestro maschile
La Coppa del Montenegro di pallacanestro è un trofeo nazionale montenegrino organizzato annualmente dal 2007.

## Albo d'oro
- 2007  Budućnost
- 2008  Budućnost
- 2009  Budućnost
- 2010  Budućnost
- 2011  Budućnost
- 2012  Budućnost
- 2013  Sutjeska Nikšić
- 2014  Budućnost
- 2015  Budućnost
- 2016  Budućnost
- 2017  Budućnost
- 2018  Budućnost
- 2019  Budućnost
- 2020  Budućnost
- 2021  Budućnost
- 2022  Budućnost
- 2023  Budućnost
- 2024  Studentski Centar

## Vittorie per club
| Squadra           | Vittorie | Anni                                                                                           |
| ----------------- | -------- | ---------------------------------------------------------------------------------------------- |
| Budućnost         | 16       | 2007, 2008, 2009, 2010, 2011, 2012, 2014, 2015, 2016, 2017, 2018, 2019, 2020, 2021, 2022, 2023 |
| Studentski Centar | 1        | 2024                                                                                           |
| Sutjeska Nikšić   | 1        | 2013                                                                                           |